# Taisen Deshimaru
Taisen Deshimaru (n. 29 noiembrie 1914, Prefectura Saga, Japonia – d. 30 aprilie 1982, Tokyo⁠(d), Tokyo, Japonia) a fost discipolul Maestrului Kodo Sawaki care, de la moartea Maestrului Dogen, este cea mai mare autoritate Zen din Japonia.

## Biografie

### Copilăria și inițierea
Deshimaru a primit de la Kodo Sawaki, în calitate de succesor spiritual al acestuia, spiritul, esența profundă a Zenului. El este primul misionar trimis în Europa, fiind autorizat în acest sens de cele mai înalte autorități Zen ale țării sale. Misiunea sa a fost de asemenea patronată și de alte școli de buddhism. A fost un mare prieten al lui Swami Sivananda, cel care a pus bazele departamentului pentru religii de la Forest University din India.
Mai înainte de a se consacra unei vieți monastice, Taisen Deshimaru a fost directorul Institutului de Studii Orientale pentru Japonia, India și China, și a făcut nenumarate călătorii în aceste ultime doua țări. El cunoștea în profunzime filozofia orientală, studiind de asemenea și filozofiile occidentale. La intrarea în Amfiteatrul Universității din Komazawa se află o statuie de lemn, în marime naturală, reprezentând un călugar așezat în postură de zazen. Taisen Deshimaru este cel care a servit drept model sculptorului, care a lucrat ținând cont de indicațiile și exemplul dat de Deshimaru.

### Perioada occidentală
Maestrul a sosit la Paris în 1967 după ce a traversat cu trenul, venind din Japonia, Siberia, Rusia și Polonia. Purta o singură robă, cea a Maestrului său. Înainte de sosirea sa, școala buddhistă a Zenului Soto și tehnica acesteia erau practic necunoscute în Franța. Jean Herbert editase deja o carte despre buddhismul japonez, în care dăduse și niște extrase din scrierea Shobogenzo Zuimonki a lui Dogen, marele maestru al Școlii Soto Zen - carte tradusă de generalul Renondeau, însă această carte enunța în primul rând regulile de conduită, oferind cititorului prea puține noțiuni în legatură cu tehnica zazenului. După ce a ajuns la Paris, Deshimaru a început să țină conferințe în care arată postura de zazen. Nu era vorba, așa cum des se întâmpla în Occident, de un simplu discurs, doar de cuvinte, ci de o tehnică, în sensul grecesc al termenului, de o "artă" - și anume despre arta de a medita.

## Traduceri în limba română
- Taisen Deshimaru, Zen și artele marțiale, Traducere de: Constant Georgescu și Radu Ciocănelea, Editura Herald, Colecția Experiența Interioară, București, 2002, 128 p., ISBN: 973-98399-2-4
- Taisen Deshimaru, Zen și artele marțiale, Ediția a II-a, în ***, Budo, Traducere de: Constant Georgescu și Radu Ciocănelea, Editura Herald, Colecția Zen, București, 2003, 252 p., ISBN: 973-9453-78-3